# Sol cenital

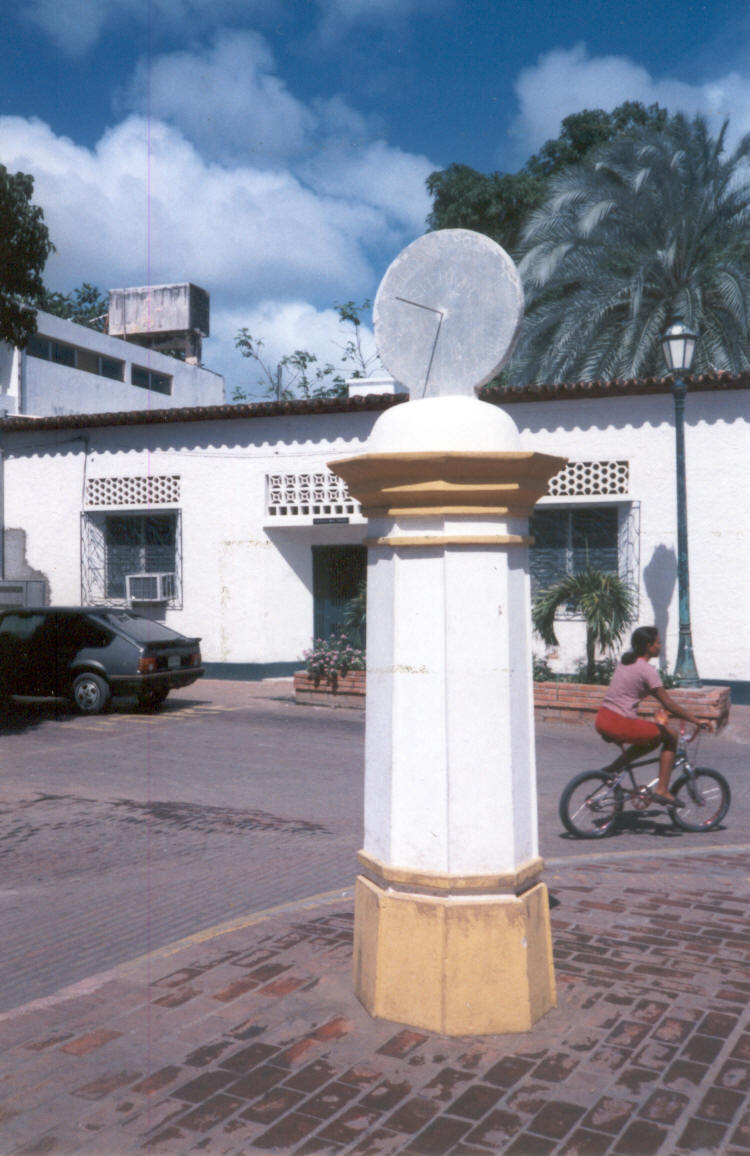
Reloj de sol vertical, de dos caras por estar en la zona intertropical, en La Asunción, Isla de Margarita (Venezuela).

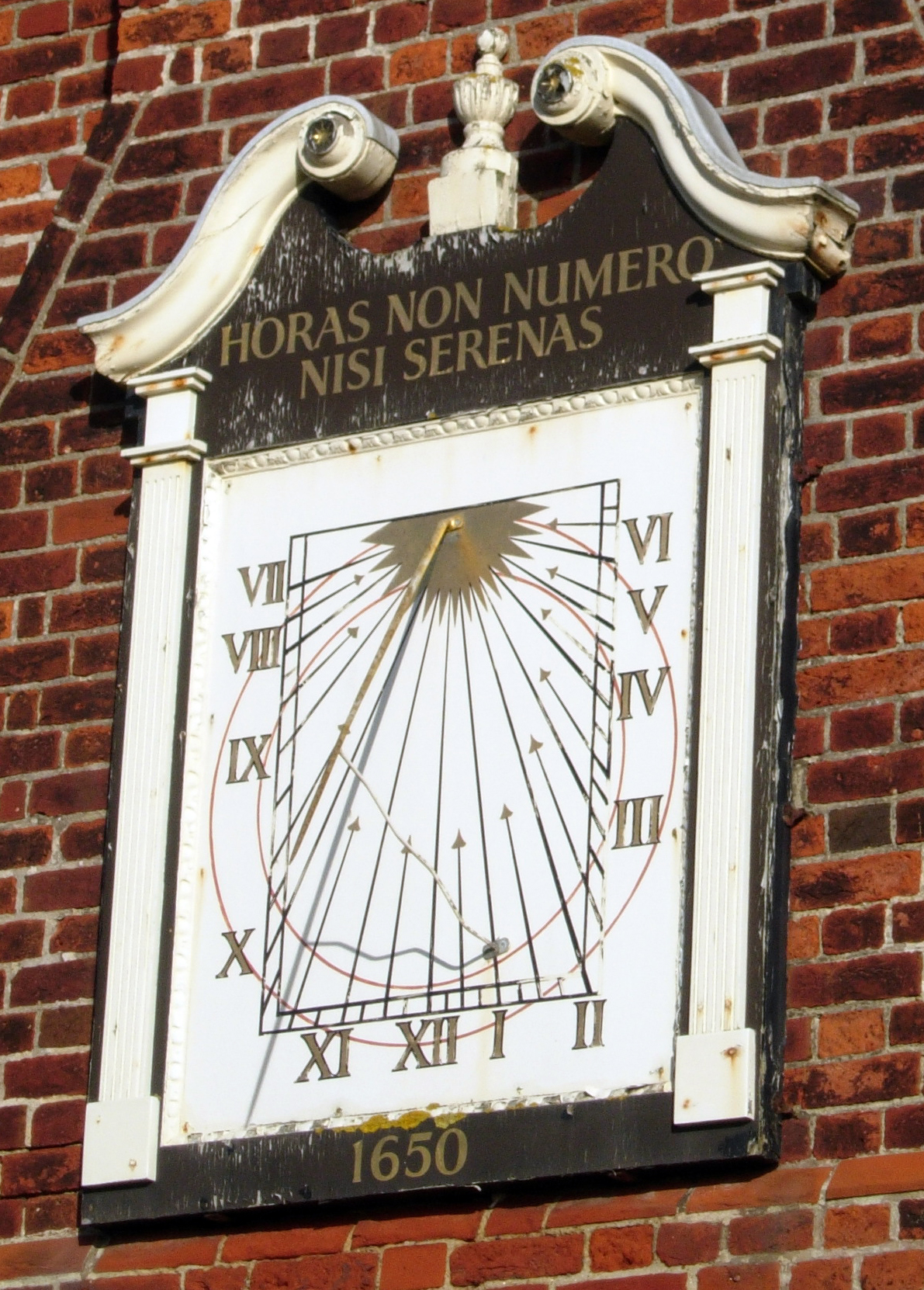
Reloj solar vertical de una sola cara inclinada hacia el norte.

Se denomina sol cenital a la posición del sol sobre la vertical de un lugar (cénit) en horas del mediodía. El sol cenital solo se presenta en la zona intertropical, una vez en cada trópico (durante el solsticio de verano) y dos veces en cualquier otro punto ubicado en esta zona. A la latitud del ecuador, los días de sol cenital se corresponden con los equinoccios.
La determinación de los días de sol cenital para un lugar dado es muy sencilla mediante el empleo de un analema, diagrama que suele estar representado en las esferas o globos terrestres, para lo cual solo tenemos que conocer la latitud de dicho lugar. Sabiendo este dato, solo tenemos que ver en que fecha corta a dicho analema el paralelo que identifica la latitud de dicho lugar. Como el analema también proporciona la información correspondiente a la ecuación de tiempo, esta información puede servir para determinar el día y la hora cuando se va a producir el sol cenital con bastante exactitud..

## Ejemplo
Para saber los días de sol cenital en Caracas (Venezuela), primero es necesario conocer que esta ciudad se encuentra localizada a 10° 30' de latitud N y 66° 50' de longitud W. Al llevar esta latitud a un analema veremos que las fechas en las que el sol se encuentra sobre dicha latitud son el 17 de abril y el 26 de agosto. En estas fechas, la ecuación de tiempo es relativamente pequeña (+13 s y -123 s), por lo que al mediodía (hora solar) los rayos solares incidirán verticalmente. Por último, solo hace falta saber la diferencia entre la hora solar y la hora legal venezolana (3 minutos, regida por el meridiano de 67° 30' Oeste) para conocer exactamente cuándo se producirá el fenómeno del Sol cenital: en Caracas correspondería a las 11 y 57 minutos del 17 de abril, siendo esos 3 minutos los que separan el meridiano de 67° 30' con el meridiano de Caracas más la diferencia correspondiente a la ecuación del tiempo (+13 s). En el caso de agosto podemos hacer el mismo cálculo, pero como agosto corresponde a la época de lluvias, siempre será más difícil de comprobar debido a la mayor nubosidad. En cambio, en el caso de abril, que corresponde al final de la época de sequía, para la latitud de Caracas, la incidencia de los rayos solares en forma vertical, da origen a un ligero aumento de las temperaturas medias (el mes de abril en Caracas tiene la temperatura media más elevada del año) y también de las temperaturas máximas.

### Los relojes de sol
Debido al hecho de que en la zona intertropical se producen dos días de sol cenital, la incidencia de los rayos solares se producirá (a excepción de los trópicos) desde el norte una parte del año y desde el sur durante el resto. Es por ello que los relojes de sol se solían construir con dos caras, como sucede con un reloj de sol muy antiguo existente en La Asunción (Isla de Margarita, Venezuela).